# Margaux Pinot
Margaux Florence François Pinot (Besanzón, 6 de enero de 1994) es una deportista francesa que compite en judo.
Participó en los Juegos Olímpicos de Tokio 2020, obteniendo una medalla de oro en la prueba de equipo mixto. En los Juegos Europeos de Minsk 2019 obtuvo dos medallas, oro en la categoría de –70 kg y bronce en el equipo mixto.
Ganó dos medallas en el Campeonato Mundial de Judo, en los años 2019 y 2024, y cinco medallas en el Campeonato Europeo de Judo, entre los años 2017 y 2022. Además, obtuvo una medalla de oro en el Campeonato Europeo de Judo por Equipo Mixto de 2022.

## Palmarés internacional
| Juegos Olímpicos                    | Juegos Olímpicos        | Juegos Olímpicos  | Juegos Olímpicos |
| Año                                 | Lugar                   | Medalla           | Categoría        |
| ----------------------------------- | ----------------------- | ----------------- | ---------------- |
| 2020                                | Tokio (Japón)           | Medalla de oro    | Equipo mixto     |
| Campeonato Mundial                  |                         |                   |                  |
| Año                                 | Lugar                   | Medalla           | Categoría        |
| 2019                                | Tokio (Japón)           | Medalla de bronce | –70 kg           |
| 2024                                | Abu Dabi (EAU)          | Medalla de oro    | –70 kg           |
| Juegos Europeos                     |                         |                   |                  |
| Año                                 | Lugar                   | Medalla           | Categoría        |
| 2019                                | Minsk (Bielorrusia)     | Medalla de oro    | –70 kg           |
| 2019                                | Minsk (Bielorrusia)     | Medalla de bronce | Equipo mixto     |
| Campeonato Europeo                  |                         |                   |                  |
| Año                                 | Lugar                   | Medalla           | Categoría        |
| 2017                                | Varsovia (Polonia)      | Medalla de plata  | –63 kg           |
| 2019                                | Minsk (Bielorrusia)     | Medalla de oro    | –70 kg           |
| 2020                                | Praga (República Checa) | Medalla de oro    | –70 kg           |
| 2021                                | Lisboa (Portugal)       | Medalla de plata  | –70 kg           |
| 2022                                | Sofía (Bulgaria)        | Medalla de bronce | –70 kg           |
| Campeonato Europeo por Equipo Mixto |                         |                   |                  |
| Año                                 | Lugar                   | Medalla           | Categoría        |
| 2022                                | Mulhouse (Francia)      | Medalla de oro    | Equipo mixto     |